# Niobrarasaurus coleii
Niobrarasaurus coleii es la única especie conocida del género extinto  Niobrarasaurus  (“lagarto de Niobara”) de dinosaurio tireóforo nodosáurido, que vivió a finales del período Cretácico, hace aproximadamente 87 y 83 millones de años, entre el Coniaciense y el Santoniense, en lo que es hoy Norteamérica. Fue un dinosaurio acorazado de alrededor de 5 metros de largo, 1,8 de alto y un peso  alrededor de 227 a 453 kilogramos.  Paul dio una estimación más alta de 6,5 metros y 4 toneladas. Se basa en un buen un esqueleto, al que se le refieren más restos, incluyendo los huesos juveniles de una pata con posibles mordidas de un tiburón. Niobrarasaurus era un Nodosauridae, un anquilosauriano sin la porra en la cola. Estaba relacionado de cerca con Polacanthus y Nodosaurus. 
Sus fósiles fueron encontrados en el Miembro Smoky Hill Chalk de la Formación Niobrara, en Kansas occidental, que habría estado cerca del centro del mar interior occidental durante el último cretáceo. La especie tipo, Niobrarasaurus coleii, fue descubierta y recogida en 1930 de un geólogo llamado Virgil Cole. Fue descrito por Mehl en 1936 que lo nombró originalmente como Hierosaurus coleii. Desde entonces fue redescrito como un nuevo género por Carpenter et al. en 1995. En 2002 el espécimen tipo fue transferido al Museo de Historia Natural de Sternberg, Hays, Kansas.